# Blue Mound Township (comté de Macon, Illinois)
Pour les articles homonymes, voir Blue Mound Township.
Blue Mound Township est un township du comté de Macon dans l'Illinois, aux États-Unis,.

## Source de la traduction
- (en) Cet article est partiellement ou en totalité issu de l’article de Wikipédia en anglais intitulé « Blue Mound Township, Macon County, Illinois » (voir la liste des auteurs).